# Уфімцев Анатолій Георгійович
Анато́лій Гео́ргійович Уфі́мцев (рос. Анатолий Георгиевич Уфимцев; 24 березня 1880, Курськ — 10 липня 1936, Курськ) — російський радянський винахідник-самоучка, конструктор літальних апаратів і двигунів, підприємець.

## Життєпис
Народився 12 [24] березня 1880 року в місті Курську (нині Російська Федерація) в сім'ї землеміра. Онук астронома Федора Семенова. З дитинства мав схильність до виготовлення різних виробів, зокрема у 12 років самостійно побудував динамомашину, а у 16 річному віці, співчуваючи своїм революційно налаштованим товаришам, виготовив електричне перо для множинного копіювання та швидкодрукарську машину для роздруківки прокламацій. Навчався у Курському реальному училищі, але після 4 класу покинув навчання.
Навесні 1898 року, виражаючи протест проти релігії, разом із трьома товаришами виготовив вибуховий пристрій із годинниковим механізмом, який було підкладено під головний предмет поклоніння — Курську ікону Божої Матері в Знам'янському соборі та підірвано 8 (20) березня. Вибух не завдав людських жертв (так було задумано), а матеріальні збитки виявилися великими. 1901 року його у вина у цьому теракті випадково розкрилася і він був ув'язнений до Петропавлівської фортеці, а потім висланий на п'ять років до Акмолінська. Максим Горький, співчуваючи Анатолію, надав йому своєчасну матеріальну допомогу. На гроші письменника винахідник обладнав у Акмолінську невелику майстерню з ремонту побутової техніки, робота у якій забезпечувала існування. У цій же майстерні він почав виготовляти і продавати гасово-калільні лампи та нафтокалільні ліхтарі оригінальної конструкції: в полум'я гасового ґнота він увів металевий ковпачок, який, розжарюючись, сам починав світитися, у багато разів збільшуючи яскравість звичайного полум'я.
Після повернення до Курська у 1906 році, у своїй садибі на Семенівській вулиці, № 13 обладнав майстерню з ремонту швейних машин та велосипедів, а також і далі виготовляв гасові ліхтарі, постійно вдосконалюючи їх конструкцію. Ліхтарі його конструкції були встановлені та працювали на вулицях Курська, Севастополя та інших міст Російської імперії.

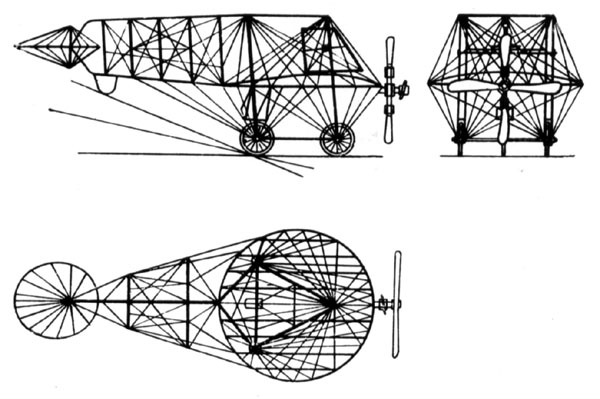
Сфероплан.

У 1909 році зібрав два двоциліндрові, двотактні, ротативні, авіаційні двигуни; у 1909—1910 роках виготовив два зразки незвичайних літальних апаратів з крилом у вигляді частини сферичної поверхні великого радіуса — «сфероплани» . У 1910 році почав виготовляти удосконалені двигуни внутрішнього згоряння для молотилок, які за надійністю були найкращими серед аналогічних двигунів того часу, отримав патент на двотактний нафтовий двигун (патент Росії № 28318 від 31 грудня 1915 року). Спроєктував авіаційний двигун, де застосував висунутий ним у 1902 році принцип біротативності. 13 жовтня 1911 року на чотирициліндровий біротативний двигун отримав патент № 19 997. 1912 року, на Міжнародній виставці повітроплавання в Москві, за цей двигун отримав Велику срібну медаль.
До початку Першої світової війни серійно виготовляв двигуни для молотилок. Під час війни повернувся до виробництва біротативних двигунів для потреб військової авіації. Значний внесок у розвиток техніки зробив вже після закінчення війни, створивши вперше у світі надійно працюючу вітроелектростанцію. Для використання в ній він у 1918 році винайшов інерційний акумулятор-маховик і, за допомогою професора Володимира Ветчинкіна, запропонував перше у світі вітроколесо з поворотними лопатями і змінним кутом атаки. У квітні 1923 року уряд Росії виділив для будівництва вітроелектростанції 5000 рублів. Вона була збудована у дворі садиби винахідника і дала перший струм 4 лютого 1931 року. Вітроелектростанція освітлювала його двоповерховий будинок, а також частину вулиці Семенівської, живила всі верстати його майстерні, яка розміщувалася у підвалі. Завдяки інерційному маховику вагою 360 кілограмів, розміщеному у вакуумній камері (щоб виключити тертя про повітря), вітроелектростанція протягом кількох годин давала струм навіть у безвітряну погоду.
Помер у Курську 10 липня 1936 року. Похований у Курську на Херсонському цвинтарі.

## Вшанування
10 липня 1936 року у будинку винахідника на вулиці Семенівській, № 13 було відкрито музей. У повоєнні роки будинок та садиба були передані Курській обласній станції юних техніків. На будинку встановлено дві меморіальні дошки. Одна з них повідомляє, що «в цьому будинку жив і працював винахідник вітроелектродвигунів Анатолій Георгійович Уфімцев (1880—1936)», інша, що «7 липня 1928 року великий пролетарський письменник Олексій Максимович Горький відвідав винахідника Анатолія Георгійовича Уфімцева».

## Виноски
1. ↑  Обидва варіанти апарату не змогли злетіти[2].
2. ↑  В даний час цей двигун під маркою АДУ-4 виставлений у Музеї Військово-повітряних сил Російської Федерації[3]